# Zgornji Velovlek
Zgornji Velovlek – wieś w Słowenii, w gminie Destrnik. W 2018 roku liczyła 92 mieszkańców.